# Systenocythere
Systenocythere is een geslacht van uitgestorven kreeftachtigen uit de klasse van de Ostracoda (mosselkreeftjes).

## Soorten
- Systenocythere concentrica (Permyakova, 1973) Brand, 1991 †
- Systenocythere exilofasciata Bate, 1963 †
- Systenocythere ovata Bate, 1965 †